# Merkiten
Die Merkiten waren ein mongolischer Stamm, der in der Epoche von Dschingis Khan eine große Rolle spielte. Sie lebten von Jagd und Fischfang. 
Es sind die folgenden Clans bekannt:
- Tschachat, unter Khagatai Darmala Khan
- Uduyit, unter Toghtoga Bei Khan
- Uwa, unter Dayir Usun Khan

## Siedlungsgebiete
Ihr Siedlungsgebiet war der Unterlauf der Selenga/Senga, südlich des Baikalsees. Nachbarvölker waren die Keraiten, die Naimanen und die Iskit-Sacha. 

## Geschichte
Das Volk wurde einer Legende nach vom Mongolen Kabul Khan – grob zwischen 1130 und 1151 – unterworfen. 
Zeitzeugnisse, unter anderem die Die geheime Geschichte der Mongolen, beschreiben punktuell kriegerische und andere Begebenheiten aus der damaligen Epoche. So war die von Yesügai Batur geraubte Fürstenbraut Hoelun eine Merkitin und die Mutter von Dschingis Khan. Dies führte in späterer Zeit wiederum zum Raub von Börte, der Braut des Khans, durch die Merkiten. Deren Sohn Dschötschi (der Fremde) soll der Sohn eines Merkiten-Prinzen gewesen sein, wurde jedoch von Dschingis Khan als Erstgeborener akzeptiert. 
Teile des Volks wurden 1205 den Mongolen angeschlossen, während die Führungsschicht über die Taiga nach Turkestan floh, um 1217 am Tschüi gestellt und vernichtet zu werden.